# Дейві Бой Сміт
Девід Сміт (англ. David Smith) (27 листопада 1962 р. - 18 травня 2002 р.) - англійський професійний реслер, найбільш відомий своїми виступами у США за Світову Федерацію Реслінгу під псевдонімами Дейві Бой Сміт (англ. Davey Boy Smith) та Британський Бульдог (англ. The British Bulldog).
Сміт завойовував титули у WWF протягом трьох десятиліть, з 1980-х до 2000-х років. Хоч він ніколи не був світовим чемпіоном, Сміт, тим не менш, був хедлайнером численних PPV-шоу WWF і WCW, в яких він змагався за титули чемпіона світу у важкій вазі WWF і WCW. Він переміг Брета Харта у поєдинку за титул Інтерконтинентального чемпіона WWF у головній події SummerSlam 1992 року на лондонському стадіоні "Вемблі". Він також мав честь бути першим і найтривалішим Європейським чемпіоном WWF (206 днів). До того, як досягти успіху в одиночній кар'єрі, Сміт прославився як учасник команди "Британські Бульдоги" (англ. The British Bulldogs), разом з Динамiт Кідом (англ. Dynamite Kid). У 2020 році був введений до Зали Слави WWE.